# Nynäs, Kumla
Nynäs är en herrgård i Ekeby socken, Kumla kommun. 
Nuvarande huvudbyggnad är från slutet av 1600-talet. Gårdens förste kände ägare var Jösse Eriksson. På 1600-talet tillhörde Nynäs ätten Falkenberg, senare flera medlemmar av släkten Coyet, från 1917 släkten Ribbing. Nynäs omfattade i början av 1930-talet 1.200 hektar jord, varav 745 hektar åker.